# District Vrancea
Vrancea is een Roemeens district (județ) in de historische regio
Moldavië, met als hoofdstad
Focșani (99.527 inwoners).
De gangbare afkorting voor het district is VN.

## Demografie
In het jaar 2002 had Vrancea 387.632 inwoners en een bevolkingsdichtheid van 80 inwoners per km².

### Bevolkingsgroepen
De Roemenen zijn de meerderheid met meer dan 98% van de bevolking. 
De grootste minderheid zijn de Roma. 4.373 personen behoren tot de Rooms Katholieke minderheid in het district. Dit zijn afstammelingen van de Csángó's.

## Geografie
Het district heeft een oppervlakte van 4857 km².

## Aangrenzende districten
- Vaslui in het noordoosten
- Bacău in het noorden
- Covasna in het westen
- Buzău in het zuiden
- Brăila in het zuidoosten
- Galați in het oosten

## Steden
- Focșani
- Adjud
- Panciu
- Odobești
- Mărășești

## Gemeenten
- Lijst van gemeenten in Vrancea